# Heddernheim

Le quartier (en rouge) au sein de l'arrondissement (en gris foncé) et de la ville (en gris clair)

Francfort-Heddernheim (en allemand : Frankfurt-Heddernheim) est un quartier (Stadtteil) de Francfort-sur-le-Main.

## Histoire

### Antiquité
La ville romaine de Nida était située dans la partie sud-ouest de Heddernheim.
Quatre mithraea (temples dédiés au culte de Mithra) ont été découverts à Heddernheim. Un trésor de plaques votives en argent a été découvert dans la colonie romaine de Nida près de Heddernheim au XIXe siècle, dont certaines se trouvent au British Museum. Les offrandes semblent avoir été déposées dans un sanctuaire dédié au dieu romain de Jupiter Dolichenus.

### Moyen-Âge
Heddernheim a été mentionné pour la première fois dans des documents en 801 apr. J.-C. sous le nom de Phetterenheim.

### Histoire moderne
A Heddernheim, des usines de métallurgie ont existé du milieu du XIXe siècle jusqu'aux années 1970, dont une immense usine des Vereinigte Deutsche Metallwerke. Entre-temps, un grand ensemble résidentiel, appelé Nordweststadt, a été construit, avec un centre commercial appelé Nordwestzentrum et Mertonviertel.
Pendant la Seconde guerre mondiale, en 1942, un camp de travail forcé fut établi dans le district par les nazis. En raison de l'avancée américaine, en 1945, il fut dissout et ses prisonniers furent déportés au camp de concentration de Buchenwald.